# جيف كينغ (سائق زلاجة)
جيف كينغ (بالإنجليزية: Jeff King)‏ هو سائق زلاجة ‏ أمريكي، ولد في 6 فبراير 1956 في North Fork, California ‏ في الولايات المتحدة.

## وصلات خارجية
- الموقع الرسمي
- جيف كينغ على موقع سباق إديتارود تريل لزلاجات الكلاب (الإنجليزية)
- جيف كينغ على موقع قاعة ألاسكا للمشاهير الرياضية (الإنجليزية)